# Muqaddar Ka Sikandar
Muqaddar Ka Sikandar (Hindi: मुक़द्दर का सिकंदर, Urdu: مقدر کا سکندر) ist ein Hindi-Film von Prakash Mehra aus dem Jahr 1978. Er ist einer der erfolgreichsten Filme mit Amitabh Bachchan.

## Handlung
Ein kleiner heimatloser Junge lebt auf den Straßen von Shimla, bis er vom reichen Witwer Ramanath als Haushilfe engagiert wird. Als er bald merkt, dass der Junge sich zu sehr mit seiner Tochter Kamna anfreundet, zieht er mit ihr nach Mumbai (Bombay). Der Junge reist ihnen nach. Dort hilft er der Witwe Fatima, die ihn daraufhin adoptiert und den Namen Sikandar gibt. Sie hilft ihm dabei, seine Kamna wiederzusehen, die er stets Memsaab nennt.
Auf Kamnas Geburtstagsparty kommt es zu einem Missverständnis und alle halten Sikandar für einen Dieb. Nach diesem Vorfall erleidet Fatima einen Herzinfarkt. Bevor sie jedoch stirbt, bittet sie Sikandar auf ihre leibliche Tochter Mehru aufzupassen. Der Fakir Darvesh Baba ermutigt ihn, trotz des Verlustes, das Beste aus seinem Leben zu machen.
Sikandar befolgt seinen Rat und Jahre später wird er zu einem reichen Mann. Trotz des Reichtums vergisst Sikandar Herkunft nicht und finanziert sogar die Arztkosten des nun verarmten Ramanath. Seine hoffnungslose Liebe zu Kamna treibt ihn dazu das Bordell der schönen Zohrabai zu besuchen, die sich augenblicklich in ihn verliebt.
In einer Bar freundet er sich mit dem Anwalt Vishal an, der er an Ramanath weiter vermittelt. Dank Vishals Hilfe geht es mit Ramanaths Geschäft wieder aufwärts. Als Dank dafür will er Sikandar mit seiner Tochter verloben, doch die hat sich bereits in Vishal verliebt. Auch Vishal liebt Kamna, nicht wissend, dass sie Sikandars Memsaab ist. Erst als Sikandar die beiden umarmend sieht, will er dem Glück nicht im Wege stehen. Bei der Hochzeit der beiden steht Sikandar kurz vor dem Tod und verabschiedet sich von ihnen. Dabei merkt Vishal, dass Kamna seine Memsaab ist und bekommt Schuldgefühle. Die Beerdigung findet noch am selben Tag statt.

## Musik
| Lied                   | Sänger          |
| ---------------------- | --------------- |
| Dil To Hai Dil         | Lata Mangeshkar |
| O Saathi Re            | Asha Bhosle     |
| O Saathi Re            | Kishore Kumar   |
| Rote Hue Aate Hain Sab | Kishore Kumar   |
| Salam-E-Ishq           | Lata Mangeshkar |
| Zindagi To Bewafaa     | Mohammad Rafi   |
| Pyar Zindagi Hai       |                 |
| Wafa Jo Na Kigiye      |                 |

Die Liedtexte zur Musik von Kalyanji-Anandji schrieben Prakash Mehra und Anjaan.

## Auszeichnungen
Nominierung beim Filmfare Award 1979
- Filmfare Award/Bester Hauptdarsteller an Amitabh Bachchan

## Kritik
Bachchan wiederholt hier seine typische Filmfigur des zum Einzelgänger Verdammten mit Mutterfixierung, der im Großstadtdschungel lebt und kämpft. Trotz ästhetischer Unzulänglichkeiten wie der schnellen und sprunghaften Schnitte, die Defizite bei den Filmaufnahmen kaschieren müssen, bestätigt die Verwurzelung der Geschichte in Bombay und Bachchans herausragende Darstellung den Schauspieler als Ikone des Bombayer Lumpenproletariats.